# Felching
Der Begriff Felching bezeichnet eine Sexualpraktik, bei der eine Person nach der Ejakulation Samen (meist eigenen) aus der Vagina oder dem Anus des Partners saugt, unter Umständen mit Hilfsmitteln wie Strohhalmen.
Eine etwas seltenere Beschreibung thematisiert das Saugen von Einlaufflüssigkeit aus der Vagina oder dem Anus einer Person. Wasser, Urin oder Getränke seien in dieser Art Einlauf enthalten.
Der Begriff wird mitunter auch als Bezeichnung für andere Sexualpraktiken verwendet, besonders den Akt des Defäkierens auf oder in den Partner, eine Form der Koprophilie. Für diese Sexualpraxis ist Felcher ein abfälliger Begriff.